# Белень-Сирбі
Белень-Сирбі, Белені-Сирбі (рум. Băleni-Sârbi) — село у повіті Димбовіца в Румунії. Входить до складу комуни Белень.
Село розташоване на відстані 55 км на північний захід від Бухареста, 18 км на південний схід від Тирговіште, 92 км на південь від Брашова.

## Населення
За даними перепису населення 2002 року у селі проживали 4626 осіб.
Національний склад населення села:
| Національність | Кількість осіб | Відсоток |
| -------------- | -------------- | -------- |
| румуни         | 4209           | 91,0%    |
| болгари        | 409            | 8,8%     |
| цигани         | 8              | 0,2%     |

Рідною мовою назвали:
| Мова       | Кількість осіб | Відсоток |
| ---------- | -------------- | -------- |
| румунська  | 4612           | 99,7%    |
| болгарська | 14             | 0,3%     |